# Ernest Batchelder

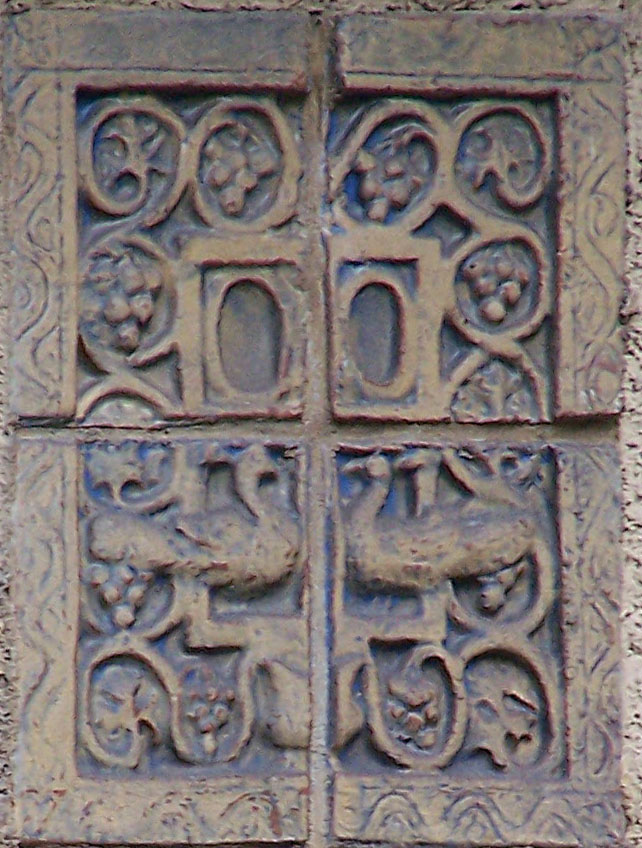
Keramiska plattor, detalj av skorsten på Batchelder House i Pasadena

Ernest Allan Batchelder, född 22 januari 1876, död 6 augusti 1957, var en amerikansk konstnär och pedagog. Han är känd för skapande av keramiska plattor och en framträdande person inom Arts and Crafts Movement i USA.
Ernest Batchelder studerade konst på Massachusetts Normal Art School (numera Massachusetts College of Art and Design) med avgångsdiplom 1899. Han kom till Pasadena, Kalifornien under tidigt 1900-tal och blev chef för konstavdelningen på Throop Polytechnic Institute, som senare blev California Institute of Technology.
Ernest Batchelder byggde 1909 en ugn på tomten till sitt nybyggda hus, Villa Batchelder, och började göra keramiska plattor. Dessa blev populära, och på 1920-talet fanns de i byggnader i hela USA. Hans företag, med som mest 150 anställda, gick i konkurs 1932 under depressionen. Ernst Batchelder fortsatte därefter keramisk tillverkning i liten skala i Pasadena fram till tidigt 1950-tal. 
Ernest Batchelders dekorationer baserades ofta på medeltidsornamentik, men också på blommor, vinrankor, fåglar (särskilt påfåglar) samt mönster från Mayakulturen och bysantinsk konst och geometriska mönster.
Han var också en av grundarna av Pasadena Art Institute 1922, numera Norton Simon Museum.

## Offentliga verk i urval
- Utsmyckning av Dutch Chocolate Schoppe på West Sixth Street i Los Angeles, 1914[1]
- Utsmyckning i entréhallen i Fire Arts Building på West Seventh Street i Los Angeles, 1925
- Springbrunn och spis i biblioteket i Pasadena Playhouse, Pasadena
- Fontänerna “Tile Fireplace” på Plaza Las Fuentes, Pasadena, 1932
- Fontän framför tidigare KFUM-huset på Raymond Avenue, Pasadena
- Utsmyckning i Our Lady of Victory Chapel, St. Catherine’s College, i Saint Paul, Minnesota, 1923